# Salix gmelinii
Salix gmelinii — вид дерев'янистих рослин родини Вербові (Salicaceae), поширений здебільшого в Росії.

## Опис
Це дерево або чагарник до 10 м заввишки; у сприятливих місцях на добре дренованих, вологих субстратах уздовж річкових долин на півночі Росії ця верба може сягати висот до 20 м, а стовбури досягають 80–90 см в діаметрі. S. gmelinii має товсті, прямі, сіро-коричневі гілки та товсті жовто-коричневі гілочки, часто вкриті щільним опушенням. Листки широко ланцетні або ланцетні, найширші у напрямку до верхівки, 5–12 × 1–2.5 см, з великими і стійкими прилистками та черешками 0.4–10 мм, що охоплюють генеративні бруньки. Основна жила, яка виділяється з обох сторін, є жовтуватою. Поля листків майже цільні або з рідкісними залозами. Квіти розвиваються до виникнення листя. Сережки безчерешкові й дуже щільно квіткові

## Поширення
Поширений здебільшого в Росії. Цей вид широко використовується для виготовлення кошиків, боротьби з ерозією, а також для виробництва біомаси в Європі та Північній Америці.